# 珠洲岬

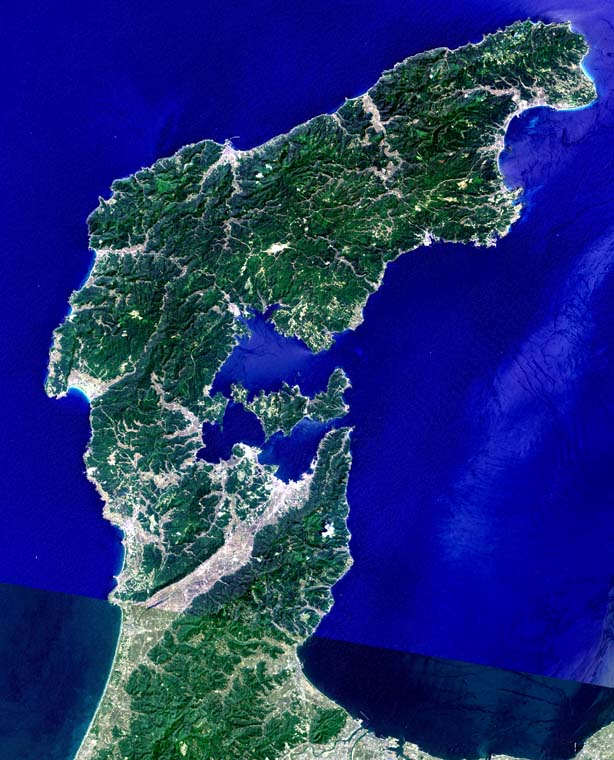
能登半島
右上の突出部が珠洲岬である。

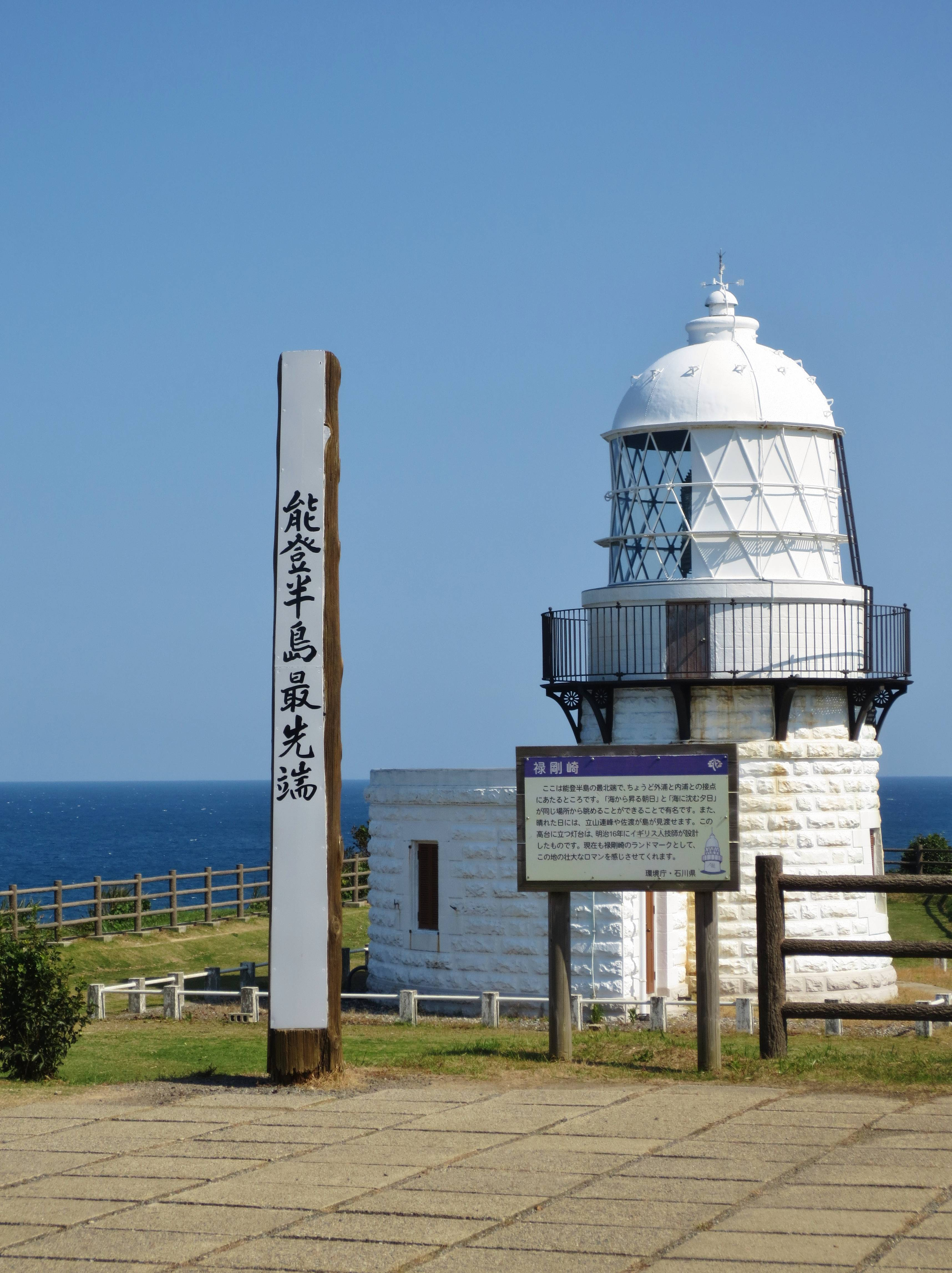
能登半島最先端の碑が建つ禄剛埼灯台（禄剛崎）

珠洲岬（すずみさき）は、石川県珠洲市にある岬。能登半島の先端部にある金剛崎のことであるとも、その周辺の岬を含めた総称であるともいわれる。

## 地理
珠洲岬がどの地点を指すのかについては諸説あり、以下のようなものがある。
1. 金剛崎のこと。
2. 金剛崎・遭崎・宿崎のこと。
3. 禄剛崎・金剛崎・遭崎のこと。
4. 禄剛崎・金剛崎・長手崎のこと。

国土地理院の地形図では、金剛崎の位置に「珠洲岬」と併記されている。『日本の地名がわかる事典』によれば、珠洲岬とは能登半島の東端部を指す総称であるとしながらも、狭義には金剛崎をいうとある。
『角川日本地名大辞典』によれば、国土地理院の地形図での表記から、金剛崎を珠洲岬と特定する考えがあるとしながらも、寺家村の金剛崎・遭崎、高波村の宿崎を合わせて三崎と称するという『文化六年郡方書上帳』の記述を取り上げ、地元においてもこの三崎を総称したものが珠洲岬であるという考えが主流であるとしている。また、『出雲国風土記』の国引き神話に高志の都都の三埼を引き寄せて美保岬を造ったとあり、その都都の三埼が珠洲岬を指すという説も併せて紹介している。
『世界大百科事典』（第2版）や『ブリタニカ国際大百科事典』（小項目事典）には禄剛崎・金剛崎・遭崎の総称とあり、『百科事典マイペディア』や前出の『日本の地名がわかる事典』には禄剛崎・金剛崎・長手崎の総称とある。
なお、宿崎の場所について、金剛崎と遭崎との間にあるとする資料が存在するが、1906年（明治39年）出版の『石川県地理詳説』によると遭崎と長手崎との間にあるとされているので、略地図と併せて紹介する。

国立国会図書館蔵『石川県地理詳説』より、珠洲岬の略地図。
図中の塩津岬は遭崎、高波岬は宿崎のことである。

### 富山湾との関係
広義の富山湾は珠洲岬から富山-新潟県境までを結んだ線より内側を範囲とする。たとえば、気象庁が地震情報を発表する際に用いる震央地名の「富山湾」は広義の富山湾である。

## 観光

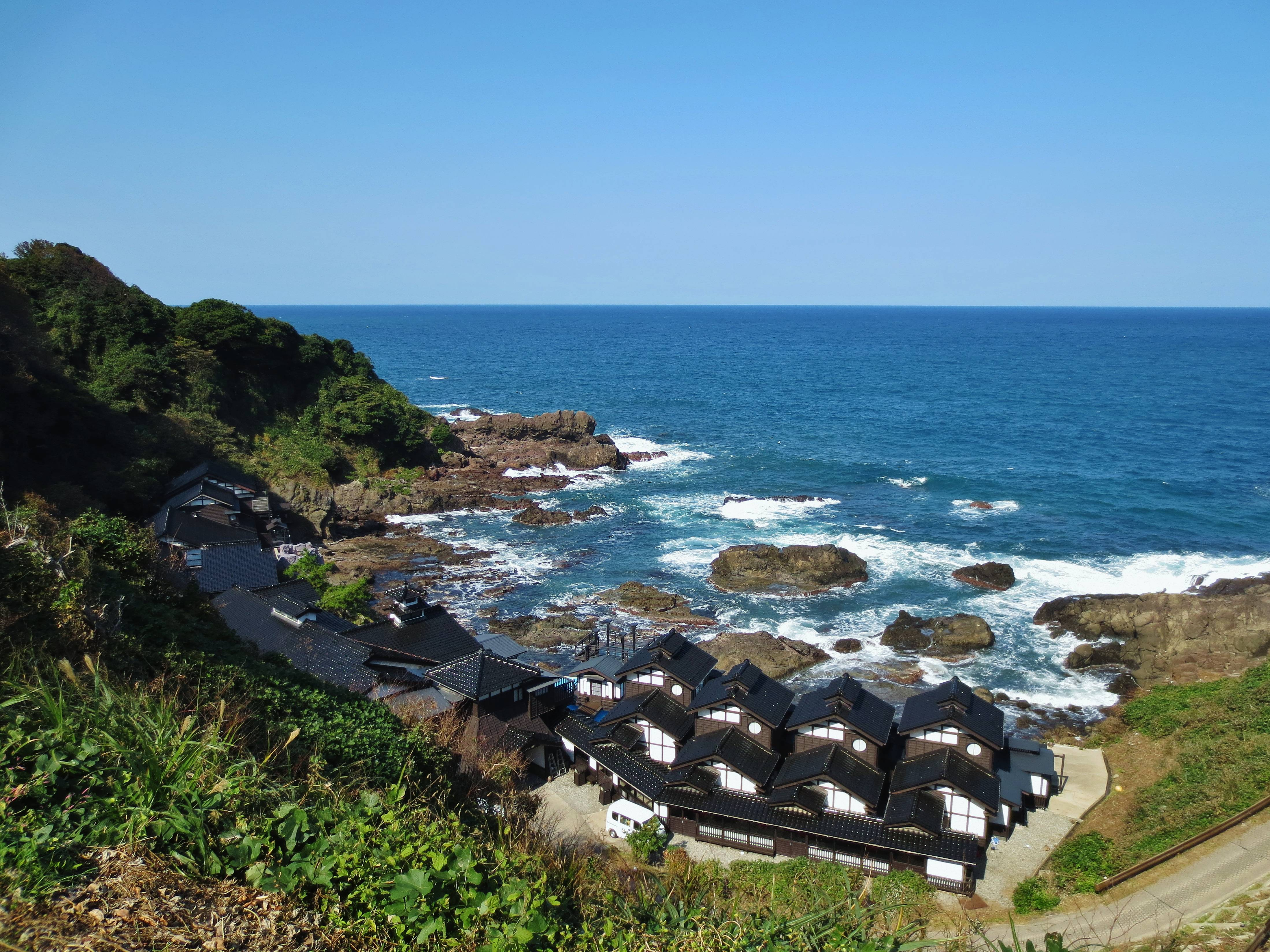
葭ヶ浦温泉

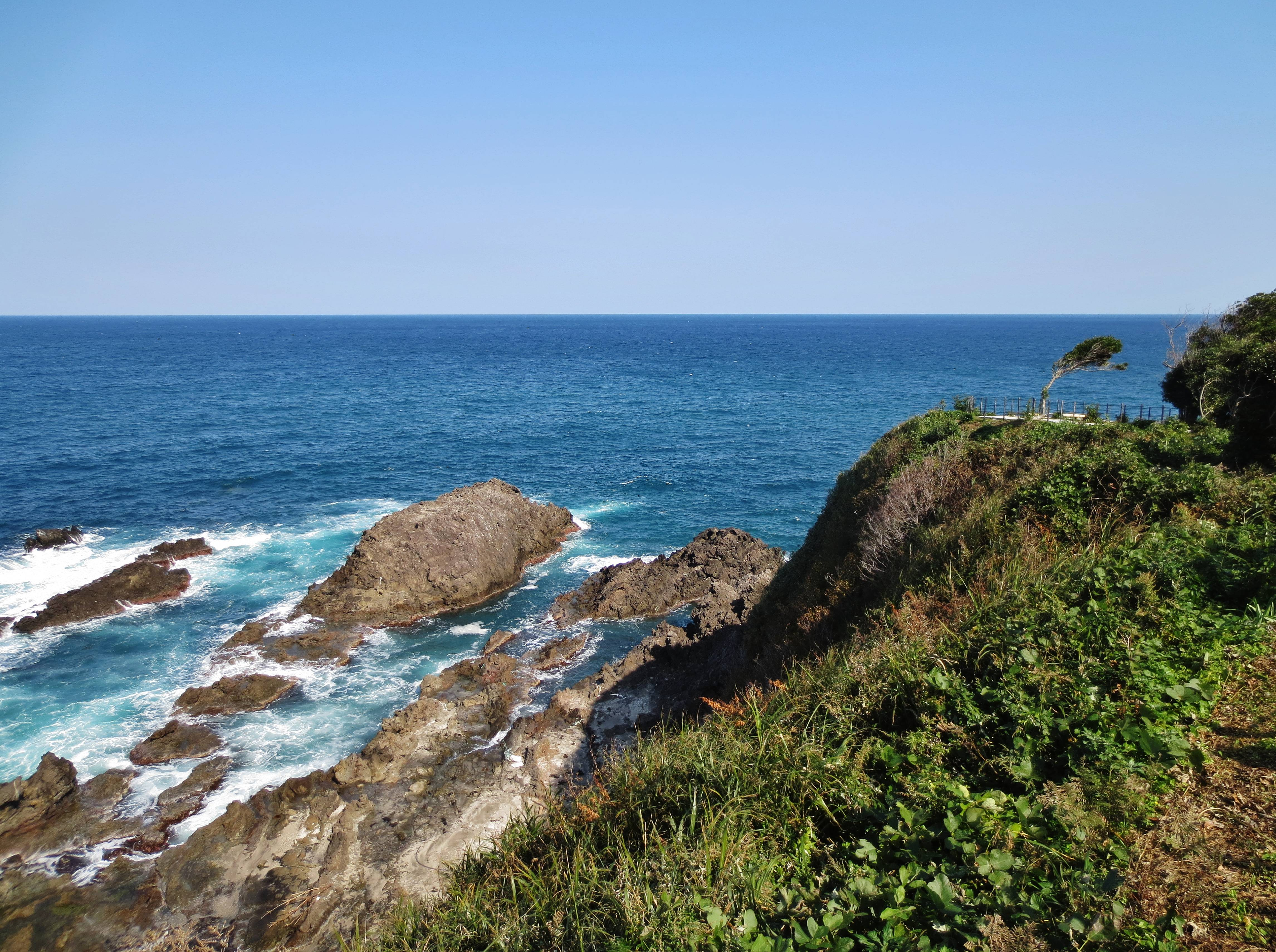
金剛崎（聖域の岬）

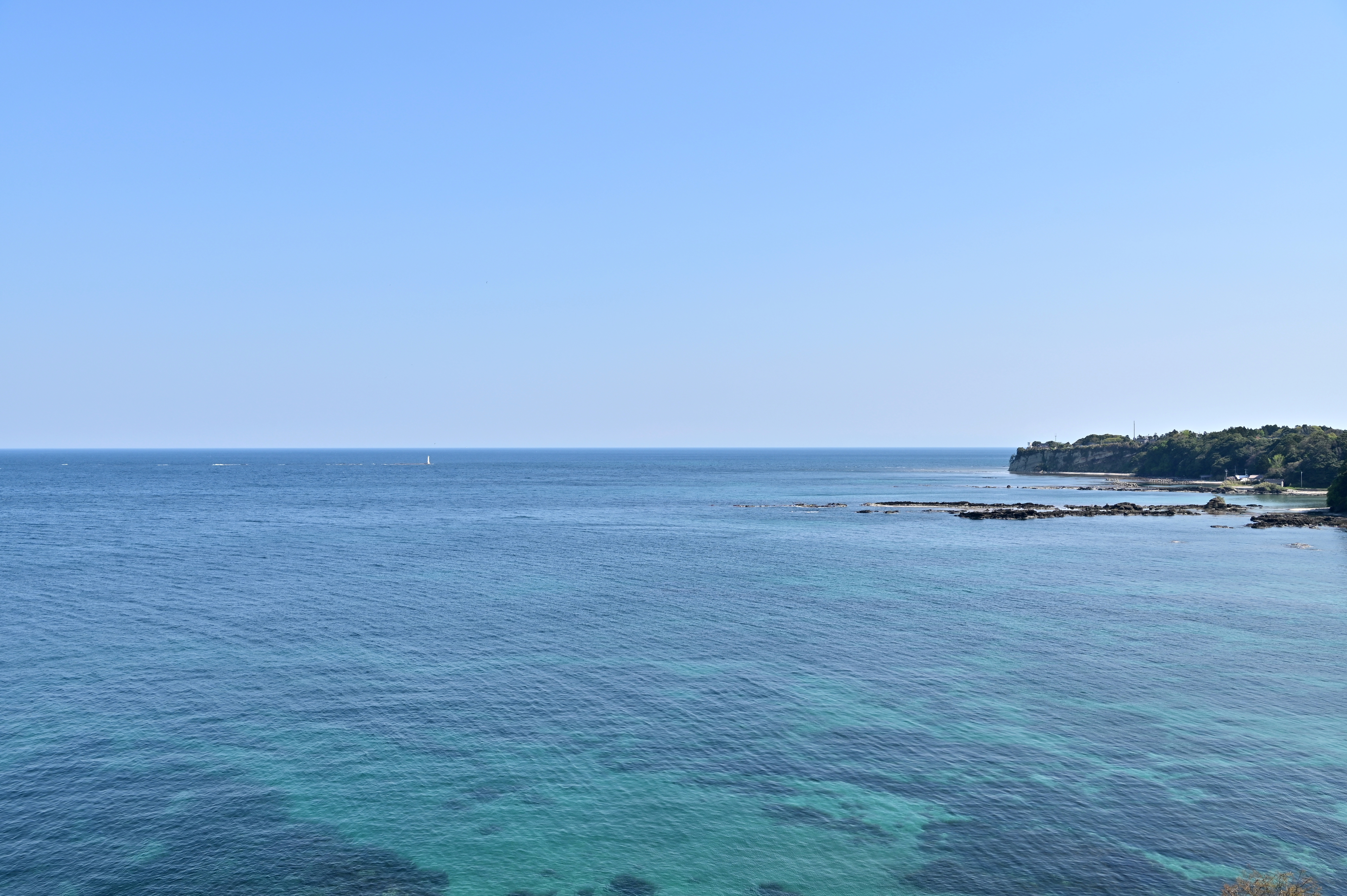
金剛崎から見た遭崎

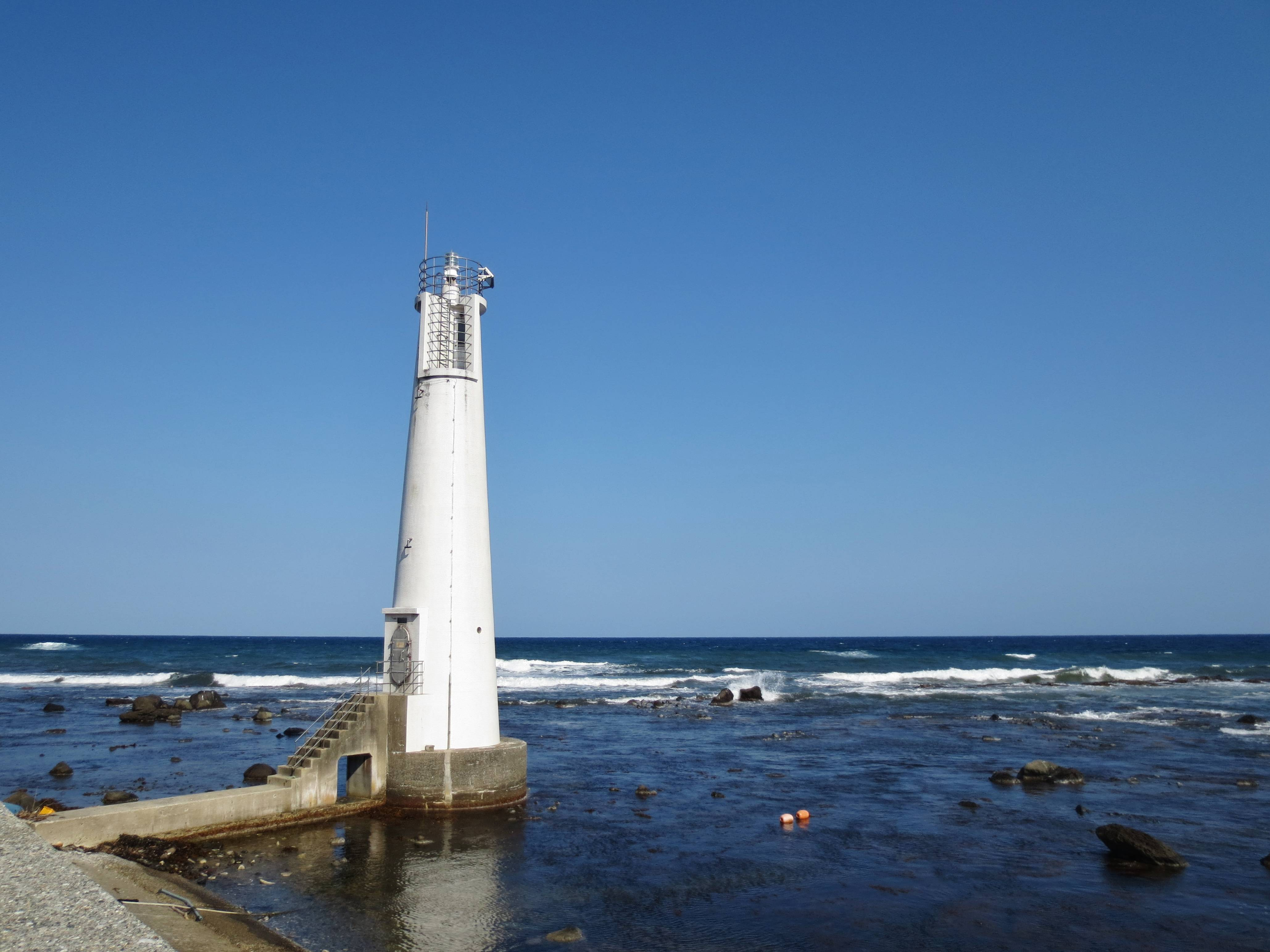
長手埼灯台（長手崎）

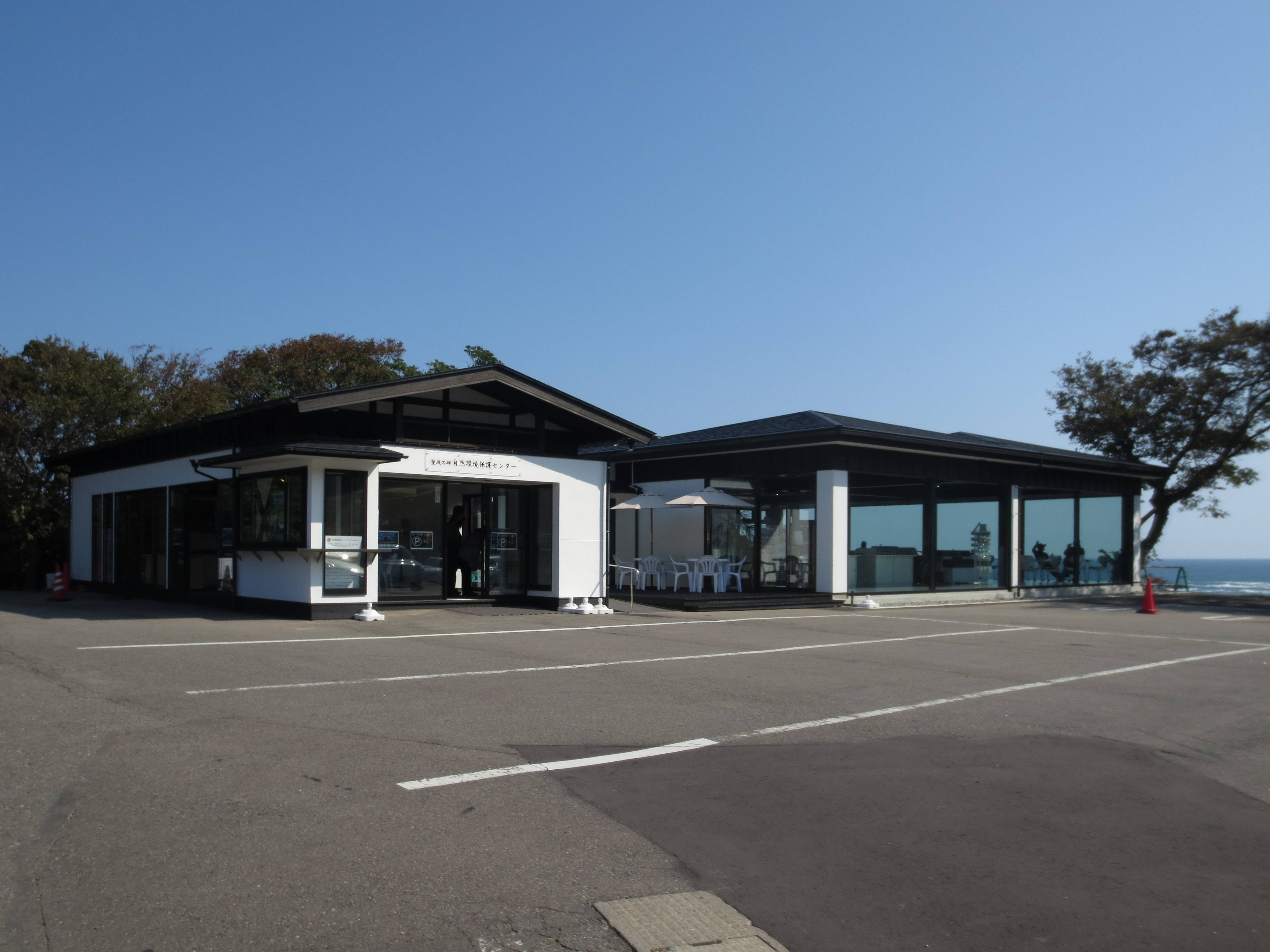
聖域の岬自然環境保護センター
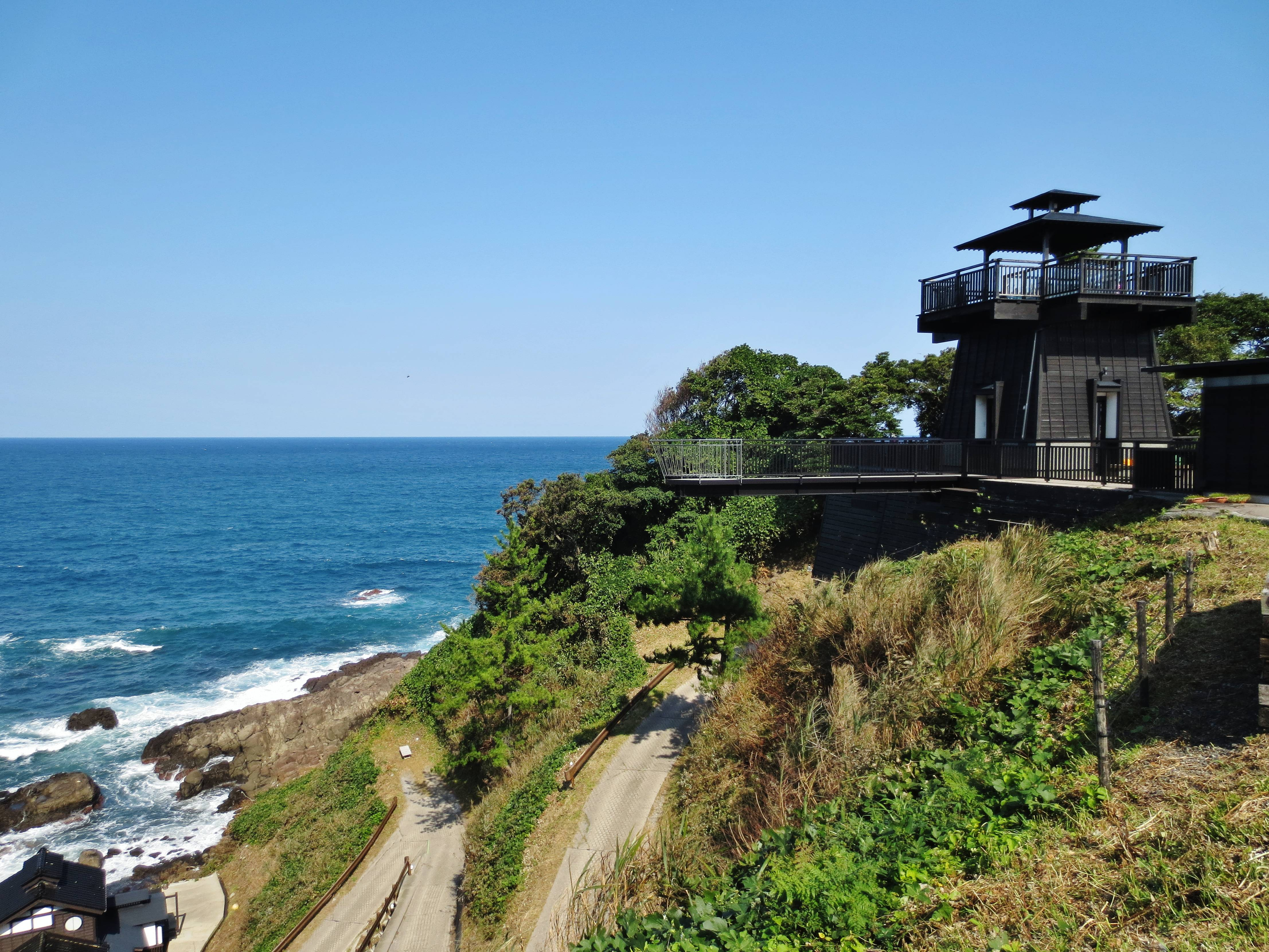
聖域の岬空中展望台

三崎八勝
珠洲岬周辺の名所・名物を8つ選りすぐったもの。
1. 宿崎夜雨
2. 塩津帰航
3. 粟津晴嵐
4. 長浜名月
5. 井田落雁
6. 寺庭晩鐘
7. 森腰夕照
8. 上野暮雪

岩礁
姫島・鬼島・神島・能登二見・義経の舟隠しといった岩礁があり、釣りの適地とされる。
温泉
珠洲岬の地質は火山岩から成り、温泉が湧き出る。海岸に葭ヶ浦温泉があり、古くはムカデの害に効くといわれた。
聖域の岬
珠洲岬はパワースポット「聖域の岬」としてメディアで紹介されており、富士山や長野県の分杭峠と並んで日本の3大パワースポットのひとつとされている。タレントの島田秀平の紹介によると、当地は気流・海流が衝突する珍しい場所とされ、近くの旅館には100年前に採取しながらも今なお腐らないと宣伝される水があるという。
- 聖域の岬自然環境保護センター
- 聖域の岬空中展望台

## アクセス
金剛崎までの案内は以下の通り。
公共交通機関
北鉄奥能登バス・木の浦線に乗車し、バス停「葭ヶ浦」にて下車、徒歩10分間。
自家用自動車
能登空港から70分間。50台分の駐車場がある。

## 珠洲岬に関連する作品
- 和歌
『珠洲郡志』より紹介する[10]。
いくつらか鈴の御崎をふりすてゝ越なる里へいそく雁かね